# Régis Laspalès
Régis Laspalès (25 de fevereiro de 1957) é um ator e comediante francês.